# Збірна Гренландії з футболу
Збірна Гренландії з футболу — футбольна команда, яка представляє Гренландію в міжнародних зустрічах і контрольована Футбольною Асоціацією Гренландії. Гренландія не є членом ФІФА або будь-якої з континентальних конфедерацій а, отже, не може брати участь в чемпіонаті світу або інших турнірах, що проводяться під їх егідою.
24 травня 2024 року офіційно подала заявку на вступ до КОНКАКАФ.

## Історія
З 13 жовтня 2005 року Гренландія була кандидатом в NF-Board, а з 25 березня 2006 року вона стала повноцінним членом цієї організації. Більшість гренландських гравців можуть грати за збірну Данії, оскільки Гренландія офіційно є частиною цієї країни.
21 червня 2009 року ФІФА заявила про можливість вступу Гренландії в ФІФА — в такому випадку національна збірна зможе брати участь у відбіркових турнірах до чемпіонатів світу. Питання полягає в тому, в який конфедерації зможе виступати Гренландія - в УЄФА (через зв'язок з Данією) або в КОНКАКАФ (через географічне положення).
Футбольна асоціація Данії (ФАД) підтримує пропозицію Гренландії увійти до складу ФІФА.
Гренландія як і раніше є частиною Данії. Вони хочуть стати членом ФІФА та УЄФА і Данська футбольна асоціація готова допомогти їм у цьому.  «Сподіваюся, новий президент ФІФА підтримає нас. У них немає поля навіть зі штучним покриттям, нічого немає. Але у них є земля, а також 5 тисяч футболістів на 54 тисяч населення. Ми повинні допомогти їм розвиватися», - зазначив президент ФАД Йєспер Меллер.
5 грудня 2016 року в соціальній мережі ВКонтакте з'явилася інформація про те, що Гренландський футбольний союз уклав 3-річний контракт про співробітництво з данським клубом Б-93 (зараз клуб переживає далеко не найкращі часи, виступає в східній зоні другого дивізіону). Згідно з договором найкращі футболісти Гренландії отримають можливість виступати в цьому клубі.

## Труднощі у визнанні ФІФА
Наразі головною перепоною для членства в ФІФА та УЄФА є відсутність зелених полів. Вже готове поле у місті Нуук, є штучним. Це стало можливим завдяки підтримці уряду Данії та спеціальній програмі розвитку футболу. На початку 2010-х років збудували штучні поля, а у 2017 році у Гренландії з'явився стадіон, який відповідає всім вимогам УЄФА.

## Статистика виступів на Острівних чемпіонатах

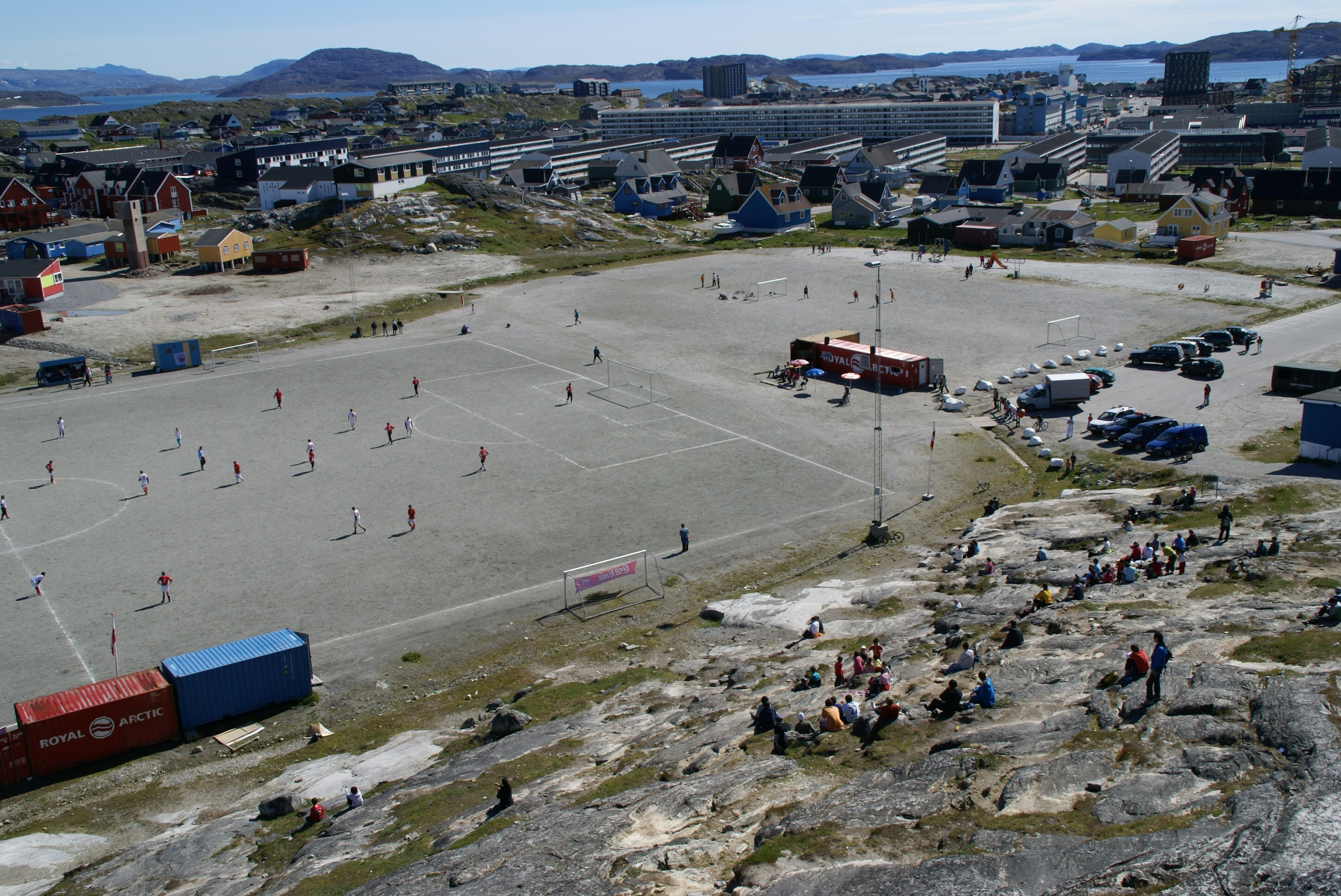
Стадіон в м. Нуук в 2015 році.

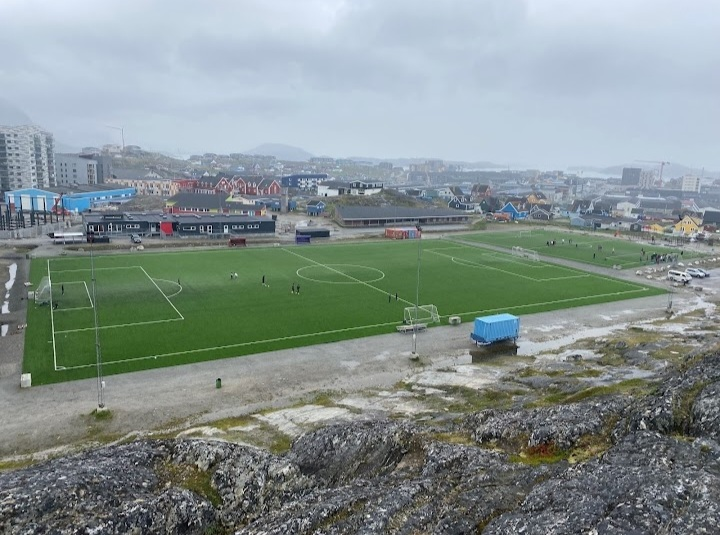
Стадіон в м. Нуук в 2017 році.

| Рік                      | Раунд         | Місце      | І          | В          | Н          | П          | ЗМ         | ПМ         |
| ------------------------ | ------------- | ---------- | ---------- | ---------- | ---------- | ---------- | ---------- | ---------- |
| 1989                     | Півфінал      | 4-те       | 4          | 1          | 0          | 3          | 4          | 8          |
| Аландські острови 1991   | Груповий етап | 8-ме       | 4          | 0          | 0          | 4          | 8          | 15         |
| Острів Вайт 1993         | Півфінал      | 4-те       | 4          | 2          | 0          | 2          | 1          | 6          |
| 1995                     | Півфінал      | 4-те       | 5          | 2          | 0          | 3          | 10         | 10         |
| 1997                     | Груповий етап | 9-те       | 4          | 0          | 1          | 3          | 3          | 9          |
| Готланд 1999             | Груповий етап | 8-ме       | 5          | 2          | 0          | 3          | 11         | 19         |
| 2001                     | Груповий етап | 9-те       | 4          | 2          | 1          | 1          | 6          | 2          |
| 2003                     | Груповий етап | 10-те      | 2          | 3          | 0          | 2          | 22         | 5          |
| Шетландські острови 2005 | Груповий етап | 8-ме       | 5          | 1          | 2          | 2          | 8          | 14         |
| Родос 2007               | Не пройшли    | Не пройшли | Не пройшли | Не пройшли | Не пройшли | Не пройшли | Не пройшли | Не пройшли |
| Аландські острови 2009   | Груповий етап | 9-те       | 4          | 1          | 0          | 3          | 8          | 15         |
| Острів Вайт 2011         | Груповий етап | 11-те      | 4          | 1          | 0          | 3          | 5          | 7          |
| 2013                     | Фінал         | 2-ге       | 5          | 2          | 0          | 3          | 21         | 5          |
| 2015                     | Плей-оф       | 5-те       | 4          | 3          | 1          | 0          | 8          | 4          |
| Готланд 2017             | Фінал         | 2-ге       | 5          | 2          | 2          | 1          | 7          | 9          |
| 2019                     | Не пройшли    | Не пройшли | Не пройшли | Не пройшли | Не пройшли | Не пройшли | Не пройшли | Не пройшли |
| 2023                     | Груповий етап | 8-ме       | 4          | 1          | 1          | 2          | 7          | 10         |

## Тренери
- 1977 Нільс Моллер
- 1984 Увдло Якобсен та Елізеус Кройцманн
- 1984 Ларс Лундблат
- 1989 Сімон Сімонсен
- 1993–1995 Ісаак Нільсен Клейдт
- 1996  Ульф Абрамсен
- 1997–1999  Ларс Ольсвіг
- 2000–2002  Зепп Піонтек
- 2003  Єнс Тан Олесен
- 2004  Зепп Піонтек
- 2005–2010  Єнс Тан Олесен
- 2010–2012  Тонес Бертельсен
- 2013–2019[5]  Текле Гебрелул
- 2020–  Мортен Рутк'єр[6]